# Yulong Xue Shan
Le Yulong Xue Shan (chinois simplifié : 玉龙雪山 ; chinois traditionnel : 玉龍雪山 ; pinyin : yùlóng xuěshān ; littéralement : « mont enneigé du Dragon de Jade ») est un massif de montagnes de Chine situé dans le Yunnan, à 35 kilomètres de la ville de Lijiang. 

## Toponymie
Ses neiges éternelles lui valent l'appellation de 雪山, « mont enneigé ».

## Géographie
Son sommet le plus élevé, le Shanzidou culminant à une altitude de 5 596 mètres, n'a été gravi qu'à une seule reprise le 8 mai 1987 par une expédition américaine,.
Il forme l'une des rives des gorges du Saut du Tigre dans laquelle s'écoule le Yangtsé.

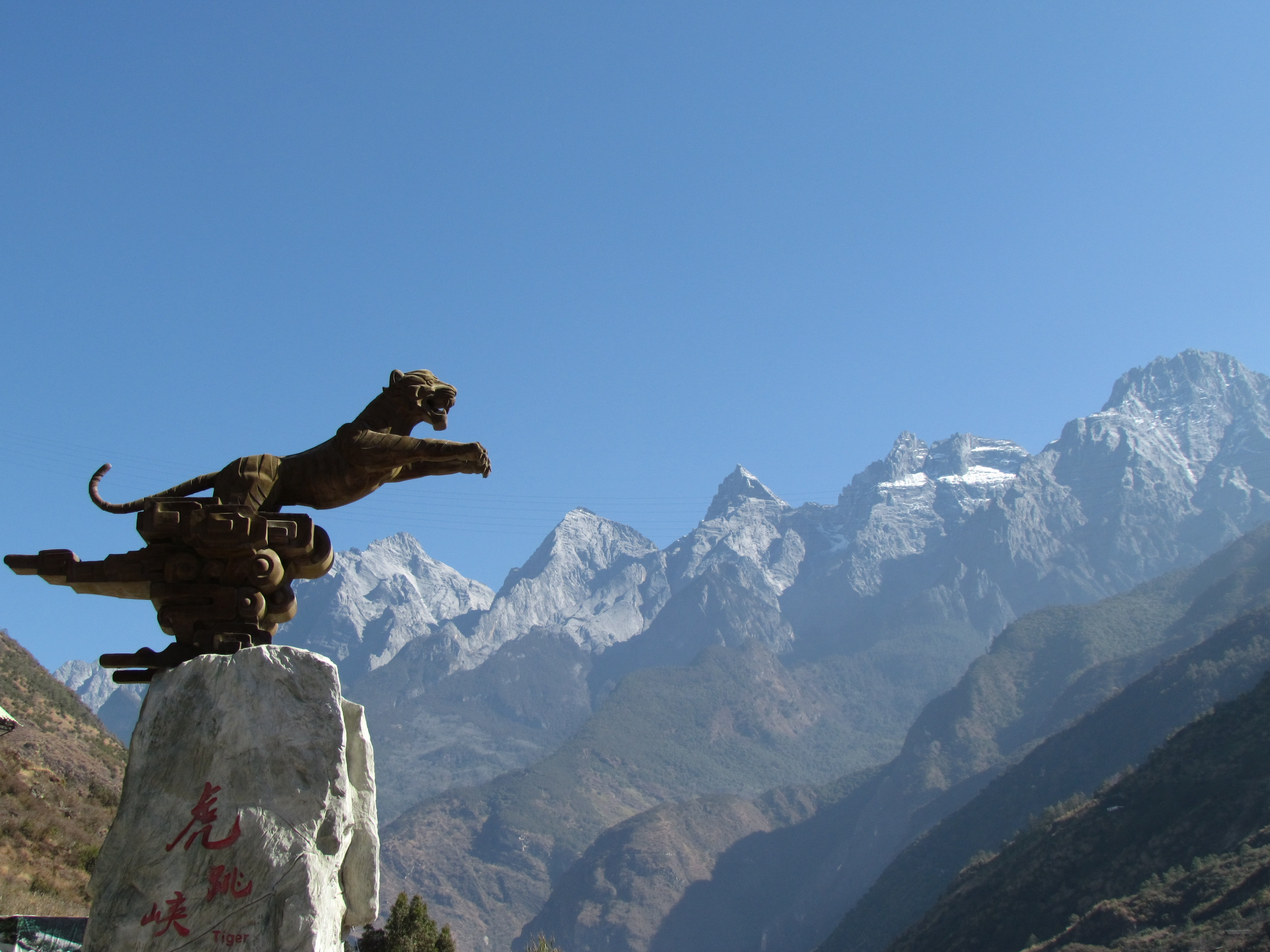
Vue du massif du Yulong Xue Shan depuis les gorges du Saut du Tigre.

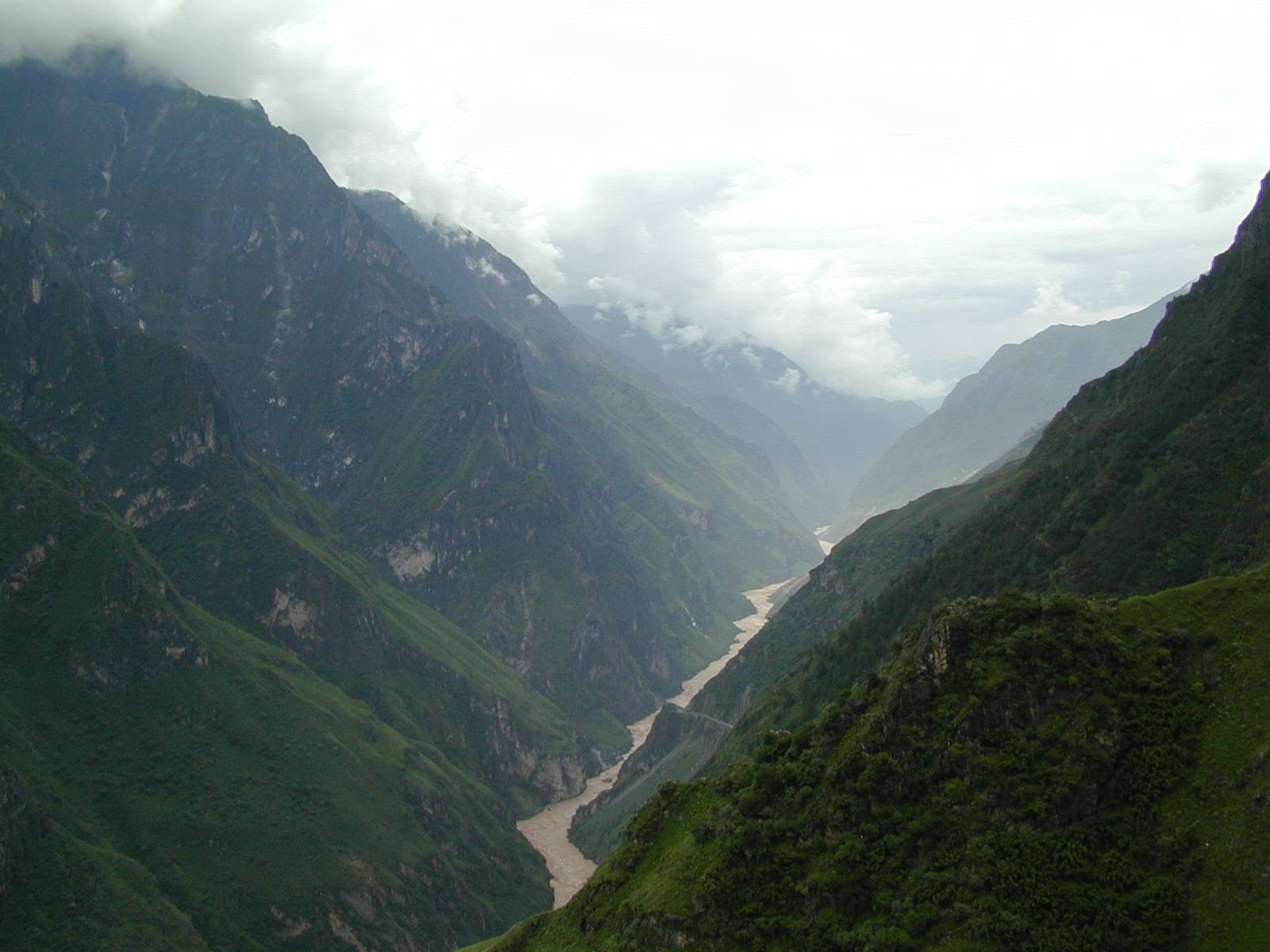
Les gorges du Saut du Tigre, séparant le Yulong Xue Shan (à gauche) du Haba Xue Shan (à droite)